# Carpo de Antioquia
Carpo de Antioquia foi um antigo matemático grego. Não é certo quando viveu; pode ter vivido entre qualquer época entre o século II a.C. e o século II d.C. Escreveu sobre mecânica, astronomia e geometria. Proclo cita o Tratado Astronômico de Carpo que se refere a se os problemas deveriam vir antes dos teoremas, no qual Carpo pode (ou não) ter criticado Gemino. Proclo também cita a visão de Carpo que "um ângulo é a quantidade, particularmente a distância entre as linhas de superfície que o contém". De acordo com Papo, Carpo fez uso da matemática para aplicações práticas. De acordo com Jâmblico, Carpo também construiu uma curva para o objetivo da quadratura do círculo, que ele chama de curva gerada por um movimento duplo.